# Station Crest
Station Crest is een spoorwegstation in de Franse gemeente Crest. Het station ligt op kilometerpunt 17,035 van de spoorlijn Livron – Aspres-sur-Buëch, op een hoogte van 581 meter.

## Treindienst
Het station wordt hoofdzakelijk bediend door TER treinen, met een vrij beperkte dienstregelig. Daarnaast rijdt er iedere dag per richting 1 nachttrein van SNCF.
| Richting                | Vorige stop        | Trein | Trein                           | Trein | Volgende stop | Richting |
| ----------------------- | ------------------ | ----- | ------------------------------- | ----- | ------------- | -------- |
| Parijs- Austerlitz      | Parijs- Austerlitz |       | Intercités de nuit (Nachttrein) |       | Die           | Briançon |
| Romans - Bourg-de-Péage | Livron             |       | TER Auvergne-Rhône-Alpes        |       | Saillans      | Briançon |